# Adewale Oladoye
Adewale Oladoye (25 agosto 2001) è un calciatore nigeriano, centrocampista della Dinamo Brėst.

## Carriera
Acquistato dal Gent nel marzo 2021, debutta in prima squadra il 19 maggio in occasione dell'incontro di Pro League vinto 2-0 contro lo Standard Liegi.

## Statistiche
Statistiche aggiornate all'8 luglio 2022.

### Presenze e reti nei club
| Stagione        | Squadra         | Campionato      | Campionato | Campionato | Coppe nazionali | Coppe nazionali | Coppe nazionali | Coppe continentali | Coppe continentali | Coppe continentali | Altre coppe | Altre coppe | Altre coppe | Totale | Totale | Totale |
| Stagione        | Squadra         | Comp            | Pres       | Reti       | Comp            | Pres            | Reti            | Comp               | Pres               | Reti               | Comp        | Pres        | Reti        | Pres   | Reti   |        |
| --------------- | --------------- | --------------- | ---------- | ---------- | --------------- | --------------- | --------------- | ------------------ | ------------------ | ------------------ | ----------- | ----------- | ----------- | ------ | ------ | ------ |
| 2020-2021       | Gent            | D1              | 0+1        | 0          | CB              | 0               | 0               |                    | -                  | -                  |             | -           | -           | 1      | 0      |        |
| 2021-2022       | Gent            | D1              | 3          | 0          | CB              | 1               | 0               | UECL               | 5                  | 1                  |             | -           | -           | 9      | 1      |        |
| Totale carriera | Totale carriera | Totale carriera | 4          | 0          |                 | 1               | 0               |                    | 5                  | 1                  |             | -           | -           | 10     | 1      |        |

## Palmarès

### Club

#### Competizioni nazionali
- Coppa del Belgio: 1

Gent: 2021-2022